# Jumbo Díaz
Jose Rafael "Jumbo" Díaz (La Romana, 27 de fevereiro de 1984) é um jogador de beisebol dominicano, que joga na posição de arremessador (pitcher).

## Carreira
Díaz compôs o elenco da Seleção Dominicana de Beisebol nos Jogos Olímpicos de Verão de 2020 em Tóquio, onde conquistou a medalha de bronze após derrotar a equipe sul-coreana na disputa pelo pódio.